# Ungoogled-chromium
Ungoogled-Chromium é um navegador web gratuito e de código aberto baseado no Chromium com o objetivo de aumentar a privacidade. Os desenvolvedores por trás do projeto o descrevem como "Google Chromium, sem dependência dos serviços da web do Google". Ao contrário de muitos navegadores baseados no Chromium, o Ungoogled Chromium tenta reter a experiência padrão do Chromium, sendo descrito por seus desenvolvedores como "essencialmente um substituto imediato para o Chromium".

## Recursos
- Desativa funcionalidades de sites que requerem domínios do Google

O navegador também adiciona recursos menores não essenciais, como sinalizadores de proteção contra impressão digital e empresta recursos de outros projetos como o Debian.

## História e recepção
Ungoogled-chromium foi desenvolvido primeiro para Linux e, em seguida, para outros sistemas operacionais.
Eloston costumava lançar binários com suas atualizações de código-fonte, mas eventualmente ele parou de lançar binários e permitiu que outros compilassem e testassem o software, usando seu código-fonte.
Em uma análise, a Techspot chamou o Ungoogled Chromium de "Google Chromium sem dependência dos serviços da web do Google, além de melhor privacidade, controle e transparência".